# Walter Fantl-Brumlik
Walter Fantl-Brumlik (6. März 1924 in Loosdorf – 24. Oktober 2019) war ein österreichischer Schlosser, Überlebender des Holocaust und Zeitzeuge.

## Leben
Walter wurde als Sohn von Hilda und Arthur Fantl-Brumlik geboren und verlebte eine unbeschwerte Kindheit in Bischofstetten. Seine Schwester Gertrude war drei Jahre älter. Sein Vater führte ein Geschäft mit Waren aller Art – „von der Pfeife bis zur Pferdepeitsche“. Nach dem „Anschluss Österreichs“ an den NS-Staat durften Walter und Gertrude als Juden nicht mehr die Schule besuchen.
Der 14-jährige Walter und sein Vater wurden nach den Novemberpogromen am 10. November 1938 im Nachbarort Kilb verhaftet. Sein Vater „war sehr angesehen. Deshalb war am 10. November auch keiner von den Gendarmeriebeamten anwesend, keiner wollte ihn verhaften. Das machten die aus der Nachbarortschaft.“ Vater und Sohn wurden wieder freigelassen. „Nach dem Anschluss hat mich mein Schäferhund Jux vor körperlichen Angriffen beschützt. 1939 wurde meine Familie von den Nazis dazu gezwungen, unser Haus und unser Geschäft zu verkaufen. Anschließend wurden wir mit einem Lastauto von Bischofstetten nach Wien in eine jüdische Sammelwohnung im Zweiten Bezirk gebracht.“
In Wien lernte Fantl-Brumlik den Beruf des Mechanikers und musste als Schlosser Wohnungen von SS-Angehörigen und anderen Nazis instand halten. Versuche der Emigration scheiterten. Am 1. Oktober 1942 wurde er mit Eltern und Schwester ins Ghetto Theresienstadt deportiert. Im Herbst 1944 wurde die Familie getrennt. Vater und Sohn wurden für den Transport ins KZ Auschwitz-Birkenau selektiert, wo sie am 29. September ankamen. „Damals hat der Lagerarzt Josef Mengele die Selektion nach unserer Ankunft vorgenommen und zu meinem Vater ,links‘ und zu mir ‚rechts‘ gesagt. Seitdem habe ich meinen Vater nie wieder gesehen.“ Fantl-Brumlik konnte den Geruch der Krematorien und die menschenunwürdigen Bedingungen in Auschwitz nicht vergessen: „Als wir auf dem Weg nach Auschwitz-Birkenau waren, habe ich einen Kapo gefragt, was denn hier so riechen würde. Daraufhin hat er mich angesehen und gefragt, ob ich das wirklich wissen will. Ich habe ja gesagt. Dann hat er mit der Hand nach oben gezeigt und nur ‚dein Vater‘ gesagt.“
In nur 112 Tagen im Konzentrationslager magerte er auf 37 Kilo ab, wurde zum „Muselmann“, hatte eine eitrige Entzündung an der Fußsohle. Er hatte sich als Schlosser gemeldet, war ins Nebenlager Gleiwitz I überstellt worden, musste dort in Tag- und Nachtarbeit in unterirdischen Gewölben schwere Reparaturen für die Reichsbahn durchführen. Der tägliche Weg vom Lager in die Werkstätte war ein Spießrutenlauf. „Man hat immer nur geschaut, dass man in der Kolonne nicht außen geht, nicht als Letzter. In der Mitte war man am sichersten.“ sagt er. „Es hat jeden Tag Tote gegeben.“ Erhängte oder Erschossene wurden zur Schau gestellt. Sonntags gab es keine Schicht, aber die Internierten mussten – als reine Schikane – Steine schleppen. Mit Oskar Weiss, Ernst Sonntag, Sigi Rittberg und Leo Luster hat er im KZ Freundschaft geschlossen.
Am 18. Januar 1945 gab es eine Selektion, um drei Uhr früh begann der Todesmarsch. Minus 20 Grad, eisiger Wind. Wer nicht Schritt halten konnte, wurde erschossen. Am ersten Tag ging es nach Reigersfeld, am zweiten Tag ins KZ Blechhammer. Walter konnte nicht mehr aus eigener Kraft weitermarschieren. Seine Kameraden halfen ihm. Von Blechhammer hätte der Zug weiterziehen sollen in die Konzentrationslager Groß-Rosen, Buchenwald, Sachsenhausen. Walter gehörte zu jener Gruppe, die beschloss zu bleiben. Konnte nicht anders. „Ich konnte ja nicht einmal aufstehen. Und plötzlich hat es geheißen: Ihr seid frei, ihr könnt die Baracken verlassen. Und die, die das geglaubt haben, sind draußen von den Gewehrsalven der SS niedergemäht worden.“ Es wurde ruhig im Lager. Plötzlich war die SS wieder da, zündete Baracken an, schoss. Der Kamerad unter ihm wurde getroffen. Nach der Befreiung war er völlig ausgezehrt, sein Überleben war nicht sicher. Doch er fasste Hoffnung, wollte Mutter und Schwester wieder sehen. „Ich hab das so fest geglaubt.“ Ernst Sonntag konnte Russisch und erfuhr, dass die Lage vor Ort nicht sicher war. Sie marschierten nach Krakau, nach Kattowitz, nach Sagan, wurden von Russen verpflegt. Walter gelangte schließlich im Juni 1945 über Cottbus zurück nach Theresienstadt. Dort erfuhr er, dass Mutter und Schwester nach Auschwitz deportiert worden waren, elf Tage nach Vater und Sohn.
Die Schwester, ausgebildet als Säuglingshelferin und Erzieherin, war danach ins Lager Kurzbach in Schlesien verschleppt worden, wo sie schwere Erdarbeiten verrichten musste. Beim Vorrücken der Roten Armee wurde sie gezwungen, ins KZ Groß-Rosen zu marschieren, später ins KZ Bergen-Belsen. Seit Oktober 1944 gibt es keine Nachrichten mehr über sie.
Walter Fantl-Brumik kehrte nach Wien zurück, wo er bis zuletzt lebte. 1954 heiratete er seine Frau Edith.

## Zeugenschaft
Fantl stellte sich bis 2014 als Zeitzeuge zur Verfügung, gab dem Steven-Spielberg-Projekt Shoah Foundation 1997 ein ausführliches Video-Interview, besuchte Schulen, Universitäten und Volksbildungseinrichtungen wie das DÖW, erlaubte die Veröffentlichung seiner Lebensgeschichte in Medien und Internetplattformen. Während vieler Jahrzehnte überklebte er die eintätowierte KZ-Häftlingsnummer am Unterarm mit Hansaplast, wenn er ins Schwimmbad ging oder ein kurzärmeliges Hemd trug. Gerhard Zeillinger über Fantls Wandel in seiner Rolle als Zeitzeuge: „Es hat lange gedauert, bis der Mut zur Entblößung kam. Ich weiß nicht mehr, in welcher Schule es war, als Walter […] am Ende seines Vortrags plötzlich den Ärmel hochkrempelte und die Nummer zeigte. Von da an machte er es vor jeder Klasse, und manchmal haben die Schüler gefragt, ob sie sie wirklich ansehen dürften. Sie zögerten, blieben ein, zwei Meter davor stehen, und Walter musste sie ermuntern, kommt ruhig her, ist ganz ungefährlich!“

## Erinnerungen
Als 14-Jähriger in seinem Heimatort:

„Am Abend ist die SA vorbeimarschiert, die war in Bischofstetten stark vertreten. Die haben nationalsozialistische Lieder gesungen. Unter anderem ein Lied mit der Zeile ,Wenn das Judenblut vom Messer spritzt‘. Ich kann mich nur an diese Passage erinnern“

Vor dem Zwangsumzug nach Wien musste der Vater den geliebten Hund erschießen, weil dieser sehr anhänglich war und die Familie ihn nicht mitnehmen konnte:

„Meine Schwester und ich haben richtig geheult, als mein Vater uns gesagt hatte, dass er den Juxi erschießen musste. Später im Konzentrationslager habe ich mich dann daran erinnert und mir gesagt: Und jetzt hier in Auschwitz, da machen sie mit uns solche Dinge.“

Über Otto Moll, der in Auschwitz die Sonderkommandos in den Krematorien und Gaskammern leitete und später Lagerkommandant in Gleiwitz war:

„Ich höre ihn heute noch, wie er uns auf dem Appellplatz angebrüllt hat: Glaubt ja nicht, dass ihr in Freiheit geht! Bevor die Russen kommen, mach ich euch alle kalt!“

Über Erfahrungen als Zeitzeuge:

„Manche Kinder sind wirklich sehr interessant. In einem [Brief] hat eine Schülerin Folgendes geschrieben: ‚Als ich einen Judenstern in der Hand gehalten habe, da wusste ich, dass dieser einem Todgeweihten gehört hat.‘ Solche Kinder und engagierte LehrerInnen motivieren mich sehr.“

Über sein Überleben – er zählte zu rund 100 Überlebenden eines Transports von 5.000:

„In den zwei Jahren in Theresienstadt haben wir uns gesagt: Das kann man irgendwie überstehen. Und in Gleiwitz haben wir uns gesagt: Vielleicht geht es sich aus. Wir wussten ungefähr, wo die Front steht, dass der Krieg bald zu Ende sein muss. Erst im Nachhinein habe ich begriffen, wie knapp das alles war.“

Der Gürtel, den er während seiner KZ-Haft in Auschwitz trug, findet sich heute als Exponat im niederösterreichischen Haus der Geschichte in St. Pölten.